# United States Basketball League 1991
La stagione USBL 1991 fu la sesta  della United States Basketball League. Parteciparono 8 squadre divise in due gironi. Dopo la regular season venne disputata la finale tra le vincitrici dei due gironi.
Rispetto alla stagione precedente, la lega perse i New York Whitecaps e i Philadelphia Aces, che fallirono, e i Palm Beach Stingrays che sospesero le operazioni. I Miami Tropics ripresero le operazioni. Si aggiunsero cinque nuove franchigie: gli Atlanta Eagles, gli Empire State Stallions, i Long Island Surf, i Philadelphia Spirit e i Suncoast Sunblasters.

## Squadre partecipanti
- Atlanta Eagles
- Empire S. Stallions
- Jacksonv. Hooters
- Long Island Surf
- Miami Tropics
- N.H. Skyhawks
- Philadelphia Spirit
- Sunc. Sunblasters

## Classifiche

### Northern Division
| Squadra                | V  | P  | %    | GB |
| ---------------------- | -- | -- | ---- | -- |
| Philadelphia Spirit C  | 15 | 5  | 75,0 | -  |
| New Haven Skyhawks     | 10 | 10 | 50,0 | 5  |
| Long Island Surf       | 7  | 13 | 35,0 | 8  |
| Empire State Stallions | 7  | 13 | 35,0 | 8  |

### Southern Division
| Squadra              | V  | P  | %    | GB |
| -------------------- | -- | -- | ---- | -- |
| Miami Tropics        | 13 | 7  | 65,0 | -  |
| Jacksonville Hooters | 12 | 8  | 60,0 | 1  |
| Atlanta Eagles       | 10 | 10 | 50,0 | 3  |
| Suncoast Sunblasters | 6  | 14 | 30,0 | 7  |

## Play-off

### Finale
| Filadelfia 23 luglio 1991                          | Philadelphia Spirit | 110 – 108  | Miami Tropics | Holy Family College (1.545 spett.) |
| \| \| \| \| \| Graham 25 \| Punti \| 27 Daniels \| |                     |            |               |                                    |
|                                                    |                     |            |               |                                    |
| Graham 25                                          | Punti               | 27 Daniels |               |                                    |

## Vincitore
| Campione USBL 1991              |
| ------------------------------- |
| Philadelphia Spirit (1º titolo) |

## Statistiche
| Categoria             | Giocatore        | Squadra              | Stat |
| --------------------- | ---------------- | -------------------- | ---- |
| Punti per gara        | Norris Coleman   | Jacksonville Hooters | 29,3 |
| Rimbalzi per gara     | Anthony Mason    | Long Island Surf     | 11,2 |
| Assist per gara       | Michael Anderson | Philadelphia Spirit  | 10,3 |
| Palle rubate per gara | Michael Anderson | Philadelphia Spirit  | 3,1  |
| Stoppate per gara     | Chuck Nevitt     | Miami Tropics        | 3,8  |
| FG%                   | Dallas Comegys   | Philadelphia Spirit  | 62,1 |
| FT%                   | Keith Gatlin     | New Haven Skyhawks   | 89,9 |

## Premi USBL
- USBL Player of the Year: Michael Anderson, Philadelphia Spirit
- USBL Coach of the Year: Bill Lange, Philadelphia Spirit
- USBL Rookie of the Year: Greg Sutton, Empire State Stallions
- USBL Postseason MVP: Paul Graham, Philadelphia Spirit
- All-USBL First Team
  - Earl Cureton, New Haven Skyhawks
  - Norris Coleman, Jacksonville Hooters
  - Anthony Mason, Long Island Surf
  - Michael Anderson, Philadelphia Spirit
  - Wes Matthews, Atlanta Eagles
- All-USBL Second Team
  - Tony Costner, Philadelphia Spirit
  - Dallas Comegys, Philadelphia Spirit
  - Nate Johnston, Suncoast Sunblasters
  - Paul Graham, Philadelphia Spirit
  - Tharon Mayes, New Haven Skyhawks
- USBL All-Defensive Team
  - Chuck Nevitt, Miami Tropics
  - Rickey Jones, Miami Tropics
  - Anthony Mason, Long Island Surf
  - Michael Anderson, Philadelphia Spirit
  - Keith Jennings, Jacksonville Hooters
- USBL All-Rookie Team
  - Ilo Mutombo, Suncoast Sunblasters
  - Chris Collier, Atlanta Eagles
  - Pete Freeman, Long Island Surf
  - Keith Jennings, Jacksonville Hooters
  - Greg Sutton, Empire State Stallions